# Civrac-de-Blaye
Civrac-de-Blaye település Franciaországban, Gironde megyében. Lakosainak száma 791 fő (2022. január 1.). Civrac-de-Blaye Saint-Savin, Cézac, Pugnac, Saint-Christoly-de-Blaye, Saint-Mariens és Saint-Vivien-de-Blaye községekkel határos.

## Népesség
A település népességének változása:
| Lakosok száma | 413  | 526  | 603  | 766  | 832  | 848  | 857  | 860  | 845  | 791  |
|               | 1968 | 1982 | 1990 | 2006 | 2013 | 2015 | 2017 | 2019 | 2020 | 2022 |